# یواس‌اس پی‌سی-۱۱۱۹
یواس‌اس پی‌سی-۱۱۱۹ (به انگلیسی: USS PC-1119) یک زیردریایی بود که طول آن ۱۷۳ فوت ۸ اینچ (۵۲٫۹۳ متر) بود. این زیردریایی در سال ۱۹۴۲ ساخته شد.